# 赤石河
赤石河，位于中华人民共和国广东省南部海丰县境内，发源于海丰县西部赤石镇大安村东北白马山，蜿蜒向西南流至小漠镇沙坡渡汇入南海红海湾。河长36千米，河床比降5.21‰，流域面积382平方千米。年均径流量5.27亿立方米。